# Madeleine (métro de Paris)
Pour les articles homonymes, voir Madeleine.
Ne doit pas être confondu avec Madeleine (métro léger de Charleroi).
Madeleine est une station des lignes 8, 12 et 14 du métro de Paris, située à la limite des 1er et 8e arrondissement de Paris.
Il s'agit en 2018 d'une des six stations de métro à porter le nom d'une femme, Marie de Magdala, alias Marie Madeleine, les cinq autres femmes étant Marguerite de Rochechouart, Louise Michel, Marie Curie, Marguerite Boucicaut et Amélie Lagache.

## Situation
La station est implantée sous la place de la Madeleine, les quais étant établis :
- sur la ligne 8, à l'est de la place et approximativement orientée est-ouest, selon l'axe du boulevard de la Madeleine (entre les stations Concorde et Opéra) ;
- sur la ligne 12, également à l'est de la place et approximativement orientée nord-sud, en courbe selon l'axe de la chaussée latérale de ladite place, d'une part, et de la rue Tronchet, d'autre part, (entre Saint-Lazare et Concorde) ;
- sur la ligne 14, au nord-est de la place et approximativement orientée nord-ouest/sud-est, selon l'axe de la rue de Sèze (entre Saint-Lazare et Pyramides).

## Histoire

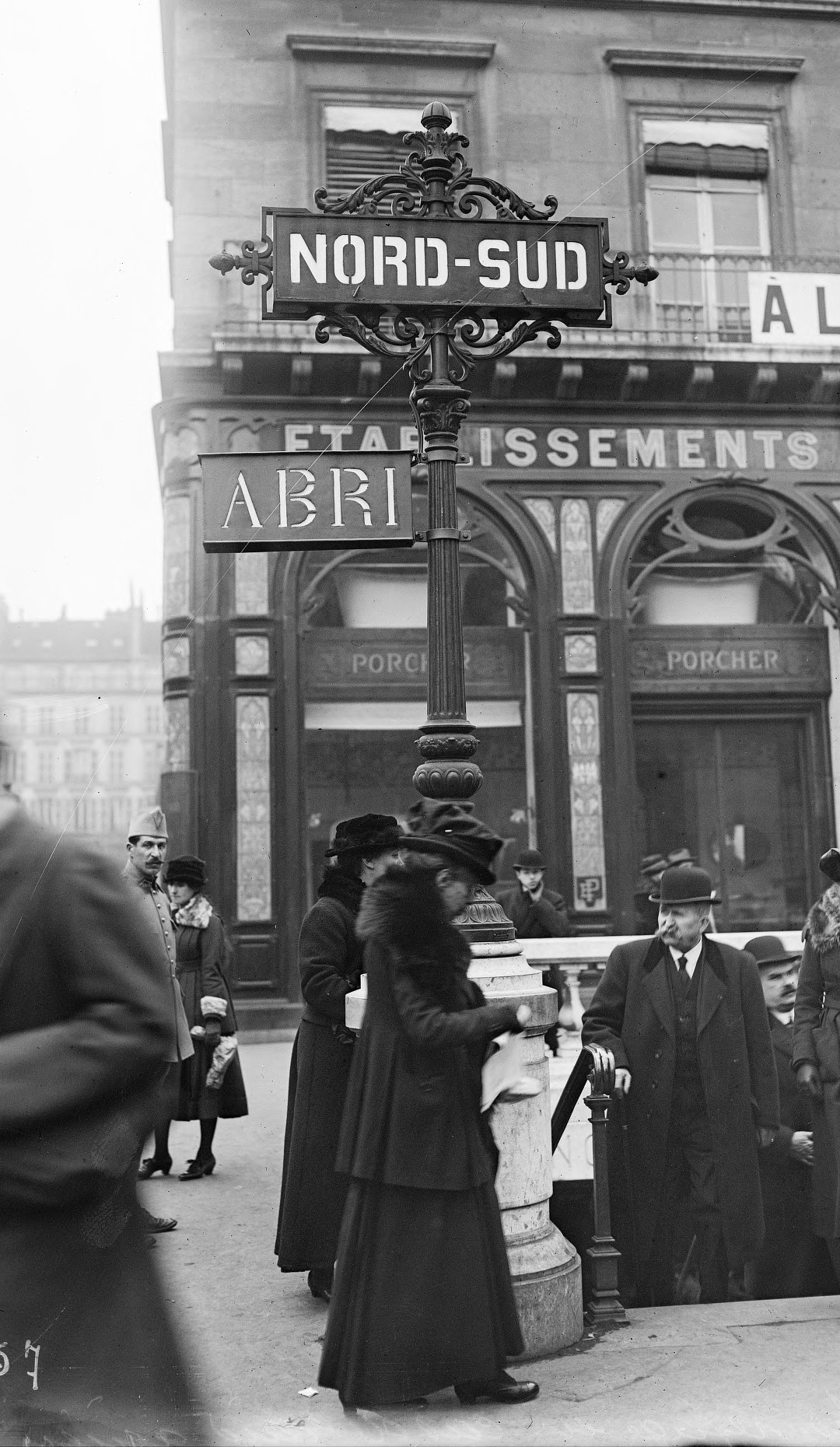
Une entrée de la station en 1918.

La station est ouverte le 5 novembre 1910 avec la mise en service du premier tronçon de la ligne A de la Société du chemin de fer électrique souterrain Nord-Sud de Paris (dite Nord-Sud) entre Porte de Versailles et Notre-Dame-de-Lorette.
Elle doit sa dénomination à son implantation sous la place de la Madeleine, au centre de laquelle est édifiée l'église éponyme. Par-delà celui de la sainte chrétienne, son nom rappelle le petit bourg qui s’était développé au VIe siècle, à l'ouest de la capitale, autour d’un fief de l’évêque de Paris. Il s’appela rapidement La Ville-l’Évêque et sa chapelle fut dédiée à sainte Madeleine au XIIIe siècle.
La station est ainsi la deuxième d'une série de six du réseau à porter le nom d'une femme après Barbès - Rochechouart (lignes 2 et 4). Suivront ensuite les stations Chardon-Lagache (ligne 10), Boucicaut (ligne 8), Louise Michel (ligne 3) et Pierre et Marie Curie (ligne 7).
Le 13 juillet 1913, la station de la ligne 8 de la Compagnie du chemin de fer métropolitain de Paris (dite CMP) est ouverte avec l'inauguration de son premier tronçon entre Opéra et Beaugrenelle (aujourd'hui Charles Michels).
Le 27 mars 1931, la ligne A devient la ligne 12 à la suite de l'absorption de la société du Nord-Sud le 1er janvier 1930 par sa compagnie concurrente : la CMP.
Jusque vers les années 1980, la station de cette même ligne, décorée dès l'origine en style « Nord-Sud », avait la particularité de posséder des cadres publicitaires, dessins géométriques et entourages du nom et des directions en bleu au lieu du vert habituellement utilisé pour les stations de correspondance, ce qui constituait un cas unique sur le réseau. Cette décoration a été retirée lors de la rénovation des quais en style « Andreu-Motte » rouge à carrelage blanc plat, également appliquée en jaune à la ligne 8 ; seules demeurent depuis lors les frises dans les couloirs de correspondance avec la ligne 8. S'il n'existe pas d'explication officielle à cette exception, certains ont émis l'hypothèse[Lesquels ?] qu'elle indiquait implicitement la présence de cette même correspondance, la ligne 8 étant habituellement représentée en bleu sur les plans de l'époque.
Le 15 octobre 1998, la station de la ligne 14 est ouverte à son tour avec la mise en service de son premier tronçon par la Régie autonome des transports parisiens (dite RATP). En parallèle, les couloirs existants sont rénovés dans le cadre du programme « Renouveau du métro ». La station constitue d'abord le terminus nord-occidental de la ligne (depuis Bibliothèque François-Mitterrand) jusqu'au 16 décembre 2003, date à laquelle celle-ci est prolongée d'une station jusqu'à Saint-Lazare.
En 2019, 8 473 016 voyageurs sont entrés à cette station ce qui la place à la 23e position des stations de métro pour sa fréquentation.
En 2020, avec la crise du Covid-19, 4 297 547 voyageurs sont entrés dans cette station ce qui la place à la 25e position des stations de métro pour sa fréquentation.
En 2021, la fréquentation remonte progressivement, avec 5 330 928 voyageurs qui sont entrés dans cette station ce qui la place à la 27e position des stations de métro pour sa fréquentation.

## Services aux voyageurs

### Accès
La station dispose de cinq accès répartis en sept bouches de métro :
- l'accès 1 « place de la Madeleine », comprenant un escalier fixe et un ascenseur donnant accès à la ligne 14, débouchant au droit du no 22 de la place ;
- l'accès 2 « église », constitué d'un escalier fixe orné de deux mâts atypiques (signalant l'existence d'un passage souterrain par la double inscription « PASSAGE PUBLIC - METRO »), se trouvant face au no 16 de la place de la Madeleine, à l'angle avec le boulevard éponyme ;
- l'accès 3 « rue Duphot », constitué d'un escalier fixe avec mât « PASSAGE PUBLIC - METRO » et d'un escalier mécanique montant disposés dos-à-dos, se situant au droit du no 23 du boulevard de la Madeleine, et communiquant directement avec le sous-sol du magasin de l'enseigne Décathlon implanté à cette adresse ;
- l'accès 4 « rue de Sèze », constitué d'un escalier fixe communiquant avec les parkings souterrains aménagés sous la place, débouchant face au no 2 de la rue Tronchet ;
- l'accès 5 « rue Tronchet », constitué d'un escalier fixe, se trouvant au droit des nos 3 et 5 de cette même rue ;

Accès à la station
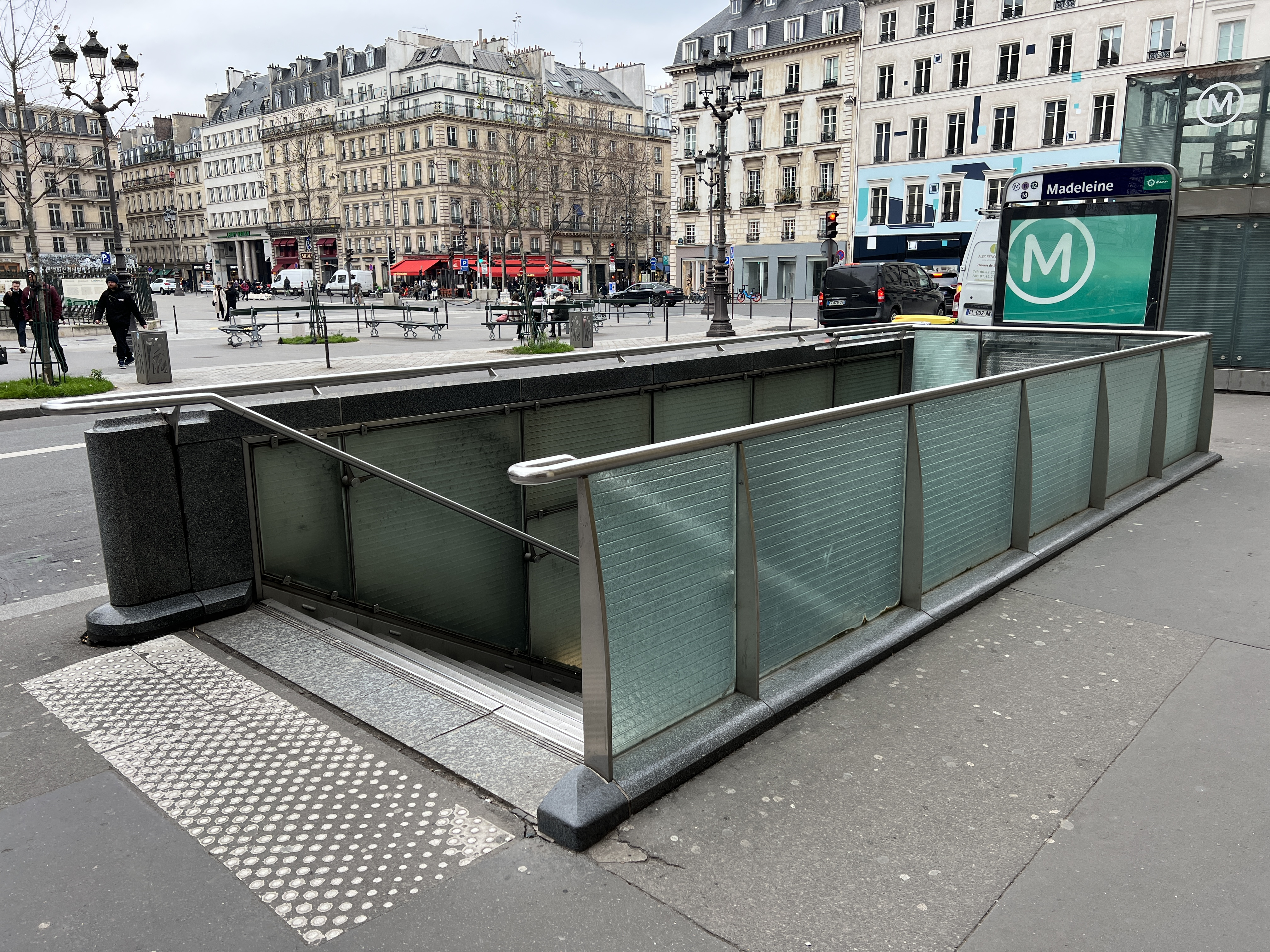
L'accès no 1 « Place de la Madeleine ».
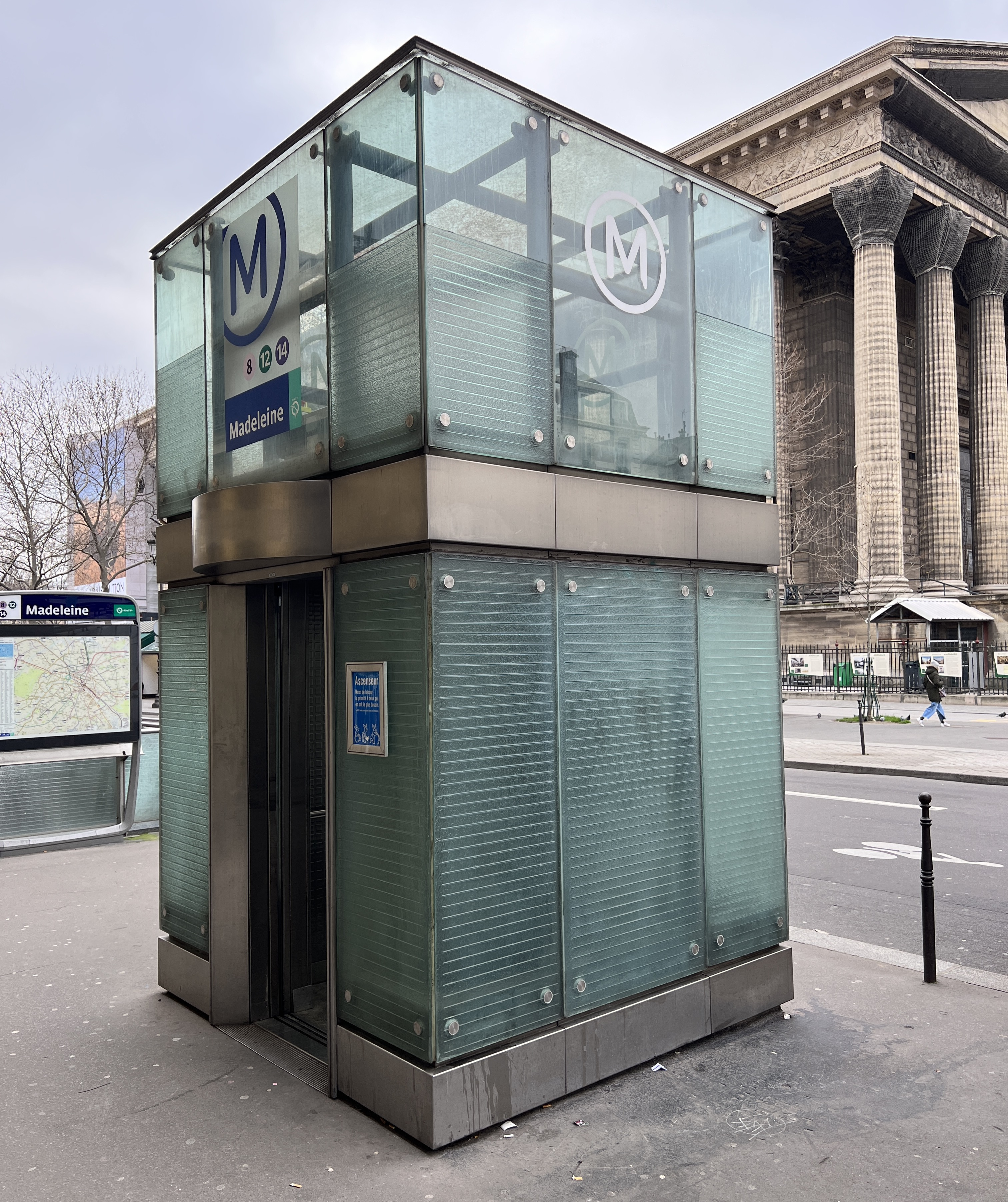
Ascenseur de l'accès no 1.
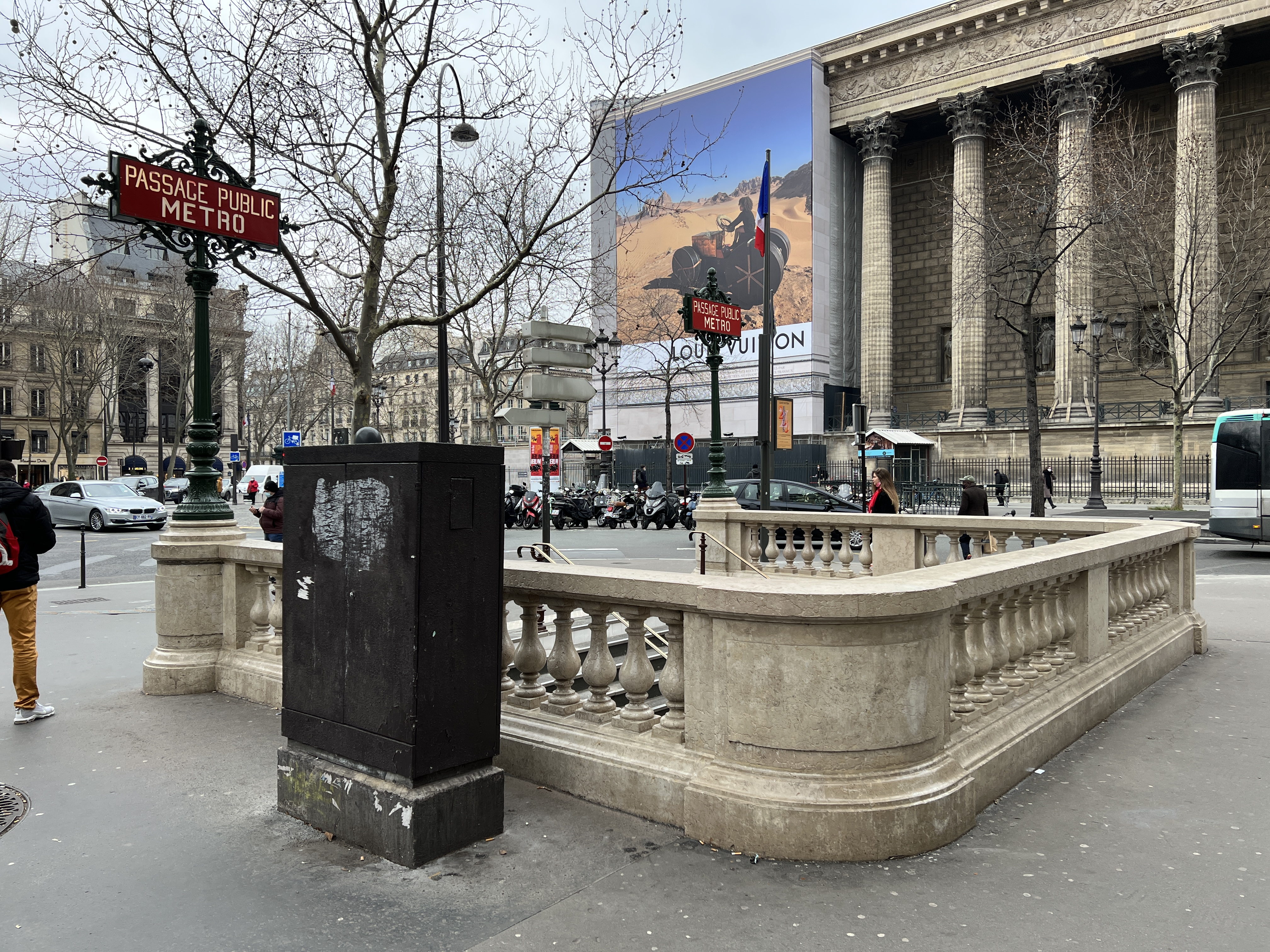
L'accès no 2 « Église ».
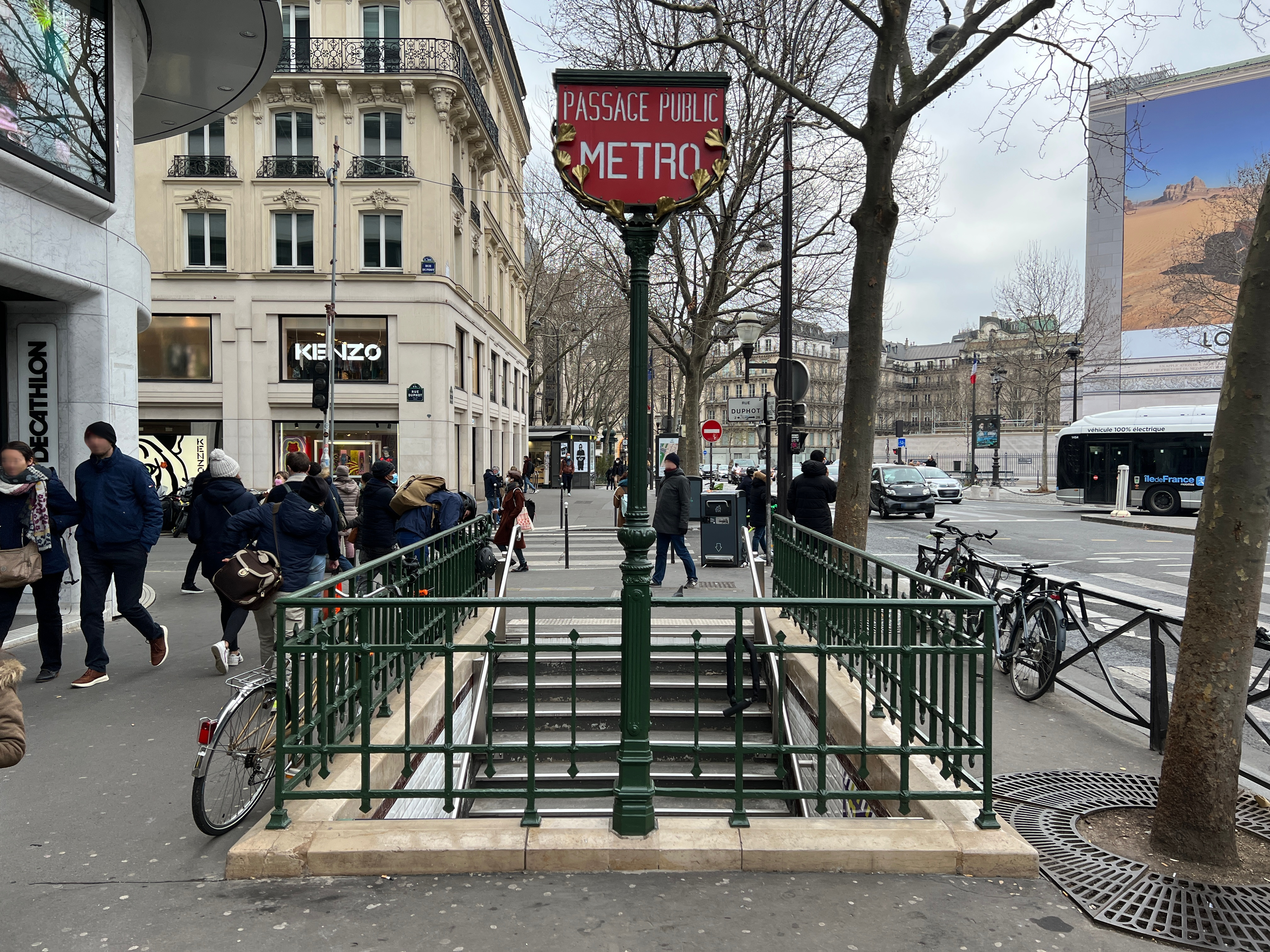
L'accès no 3 « Rue Duphot ».
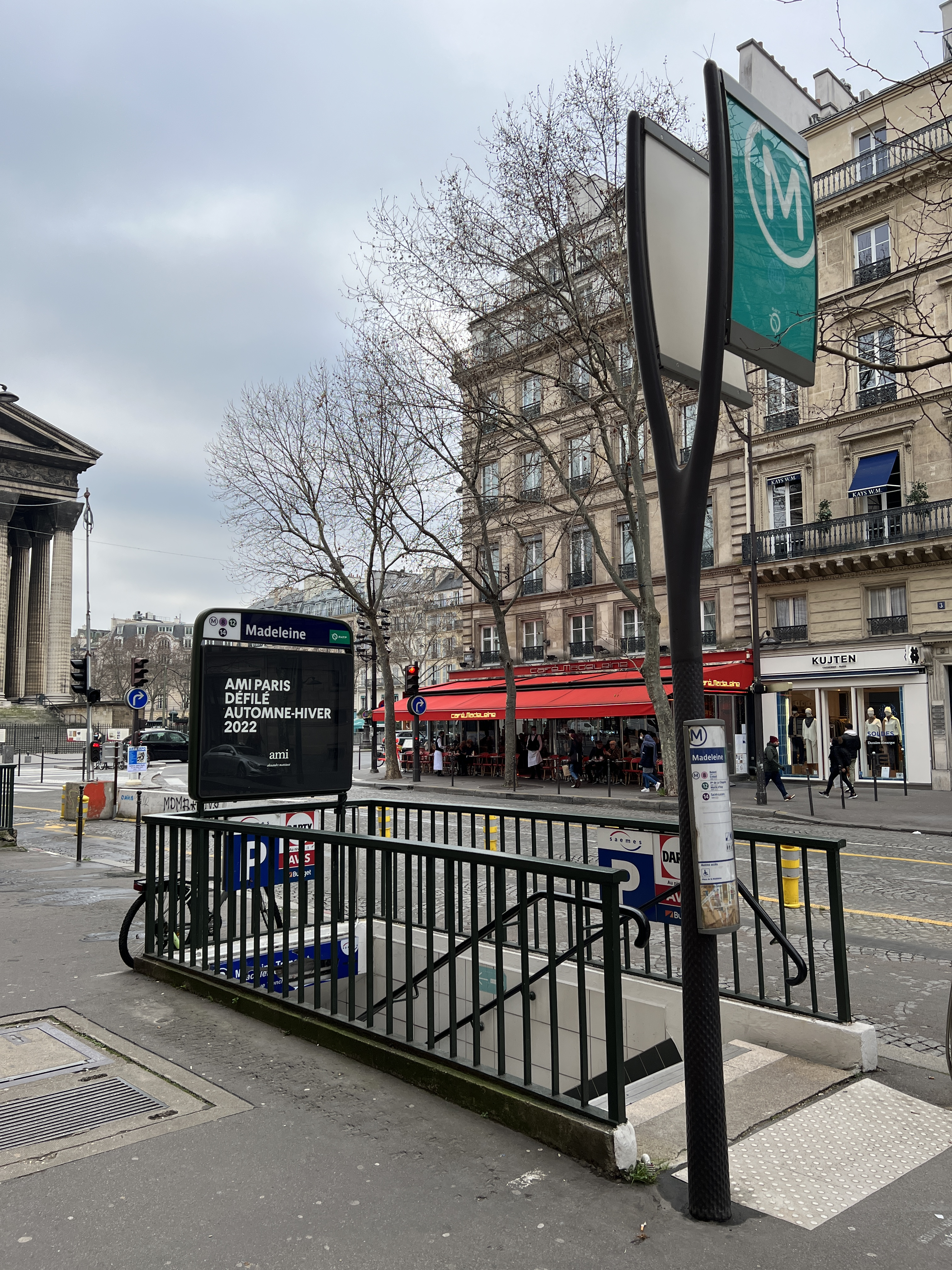
L'accès no 4 « Rue de Sèze ».
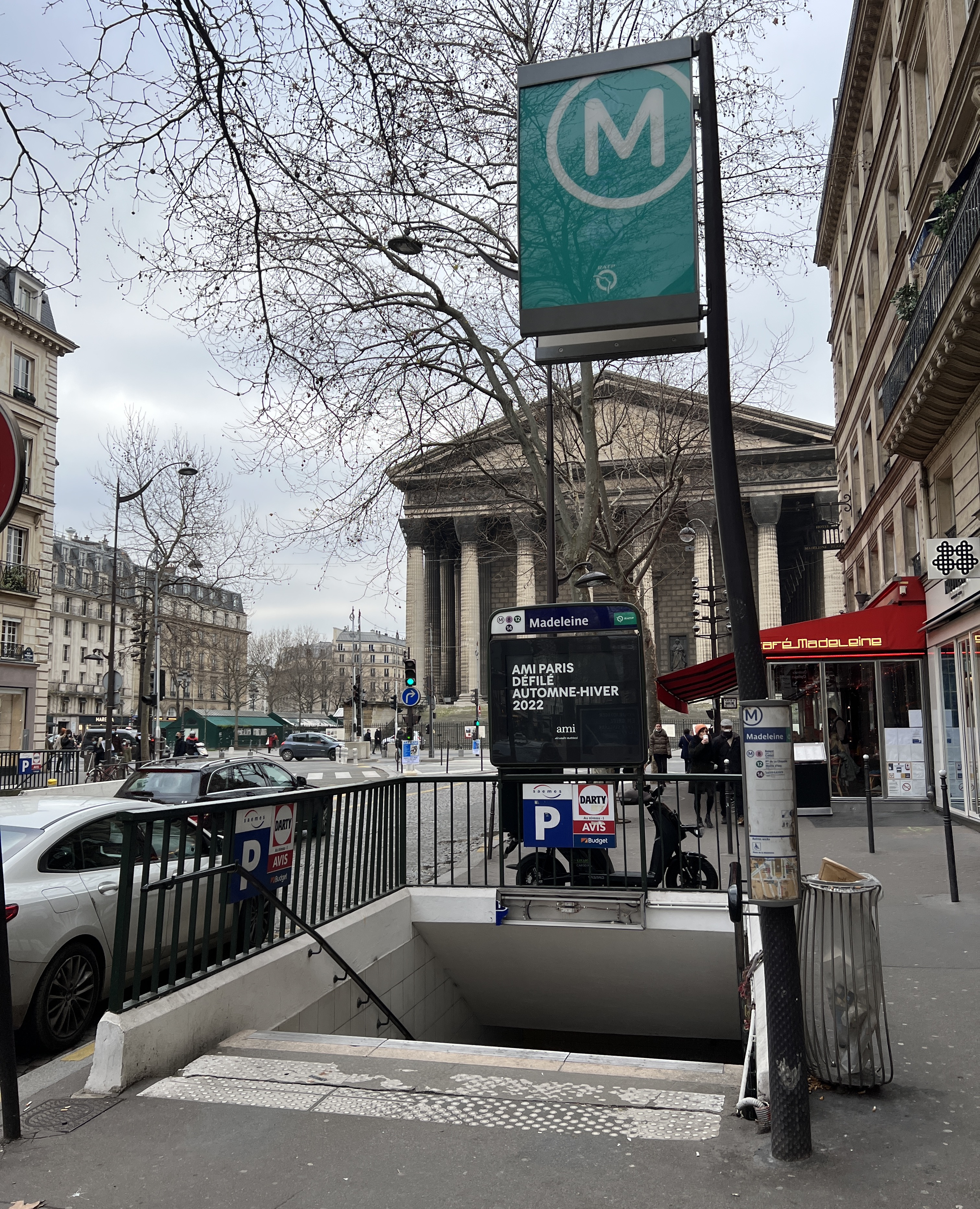
L'accès no 5 « Rue Tronchet ».

.

### Quais
Les quais des trois lignes sont de configuration standard : au nombre de deux par point d'arrêt, ils sont séparés par les voies du métro situées au centre et la voûte est elliptique.
Sur la ligne 8, la décoration est de style « Andreu-Motte » avec deux rampes lumineuses jaunes, des banquettes et débouchés des couloirs en carrelage jaune plat et des sièges « Motte » jaunes. Cependant, les seuils des couloirs permettant la correspondance avec la ligne 14 ont un carrelage plat blanc. Ces aménagements sont mariés avec ces mêmes carreaux qui recouvrent les piédroits, la voûte et les tympans. Les cadres publicitaires sont métalliques et le nom de la station est inscrit en police de caractères Parisine sur plaques émaillées.
Les quais de la ligne 12 sont établis en courbe et possèdent une voûte semi-elliptique, forme spécifique aux anciennes stations du Nord-Sud. Ils sont également aménagés dans le style « Andreu-Motte »  rampes lumineuses rouges, des banquettes en carrelage rouge plat et des sièges « Motte » rouges. Les débouchés des couloirs sont également traités en carrelage rouge plat, hormis ceux permettant la correspondance avec la ligne 14 qui sont dotés soit d'un carrelage plat blanc, soit du marbre caractéristique des couloirs de cette ligne. Comme pour la ligne 8, ces aménagements sont mariés avec le carrelage plat blanc sur les piédroits, la voûte et les tympans. Les cadres publicitaires sont métalliques et le nom de la station est écrit en typographie Parisine sur plaques émaillées.
L'architecture de la station de la ligne 14 est contemporaine et suit les principes définis par Bernard Kohn pour l'ensemble de cette ligne dès 1991, tant par le choix des matériaux (voûte en béton clair, piédroits en marbre munis de planches de verre, carrelage au sol, sièges en bois, etc.) que pour l'éclairage et la hauteur sous plafond ; les quais sont également plus larges que ceux des autres lignes. Le nom de la station figure en police d'écriture Parisine sur panneaux rétro-éclairés encastrés dans les piédroits et sur autocollants apposés aux façades de quai.
En outre, les quais de la ligne 14 sont tristement réputés pour l'odeur nauséabonde qui y règne en raison de l'émanation de sulfure d'hydrogène due à l'étanchéité médiocre de la station.

### Aménagements culturels
Trois œuvres d'art sont implantées dans les couloirs ou sur les quais créés pour la ligne 14 : La Prière et Ryaba la Poule se trouvent dans le couloir de correspondance avec la ligne 12 tandis que Tissignalisation no 14 orne la voûte des quais.
La Prière est une sculpture créée par Constantin Brâncuși. Cette œuvre, reproduction de l’œuvre de 1907, est exposée dans la station depuis décembre 2001 et présente une femme qui prie. Offerte à la France par le président de la Fondation franco-roumaine internationale, le sculpteur Remus Botar Botarro, afin de célébrer le 125e anniversaire de la naissance de Constantin Brâncuşi (1876-2001), cette copie à l’identique a été fabriquée dans la fonderie d’art Noack à Berlin, en 2000, d’après un moulage de caoutchouc siliconique.
« Tout y participe. Le trou d’ombres des yeux, l’absence des traits particuliers, son caractère anonyme, la suppression des détails inutiles (les oreilles, les doigts), le mouvement lent et grave de la tête, de la main, des épaules, l’amputation de l’avant-bras gauche qui aurait gêné le rythme presque rituel de la composition, la dissymétrie des jambes, l’une étant plus avancée que l’autre, le moulage tourmenté, âpre, morcelé et surtout l’intensité spirituelle, de cet invisible que l’artiste rend visible par la forme animée. À l’espace émotif de la sculpture, Brâncuşi ajoute une nouvelle dimension : celle du temps, exprimée par le rythme continu et par la marche vers l’humain. Une humanité vue dans le recueillement et la foi, une humanité animée par la charité et la nostalgie du ciel. » (D’après Ionel Jianu, La Sculpture moderne en France.)
Ryaba la Poule est une œuvre de l'artiste russe Ivan Loubennikov. Installée en 2009, il s'agit d'un vitrail de 40 m2 composé de 20 panneaux incrustés d'éléments verriers placés sur la mezzanine d'accès aux quais, au débouché du couloir de correspondance avec la ligne 12. En échange de cette œuvre, les transports franciliens ont offert au métro de Moscou un édicule Guimard, installé à l'entrée de la station Kievskaïa de la ligne Koltsevaïa.
Tissignalisation no 14 est une œuvre de l'artiste français Jacques Tissinier. Créée en même temps que la station, elle est installée sur la voûte. Il s'agit d'une installation mettant en œuvre un millier de disques encastrés en acier émaillé coloré. Chaque disque mesure 16 cm de diamètre et représente une feuille de papyrus stylisée colorée en rouge, blanc, bleu et orange.

### Intermodalité
La station est desservie par les lignes 42, 45, 52, 84, 94 du réseau de bus RATP.

## À proximité
- Église de la Madeleine, place de la Madeleine
- Olympia
- Ministère de la Justice
- Colonne Vendôme
- Théâtre de la Madeleine
- Théâtre Édouard-VII
- Cour des comptes
- Pinacothèque de Paris

Galerie de photographies
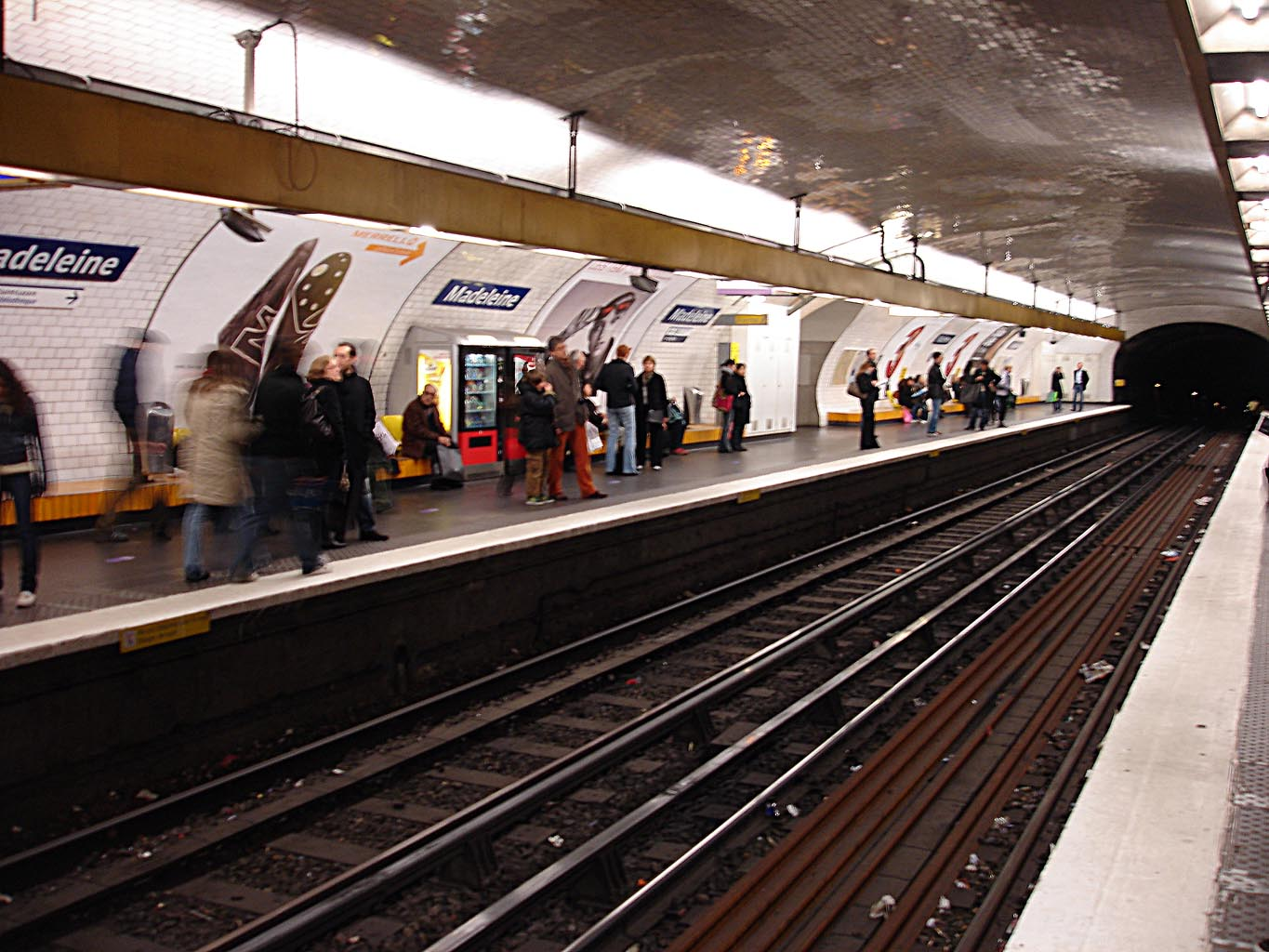
Quais de la ligne 8.
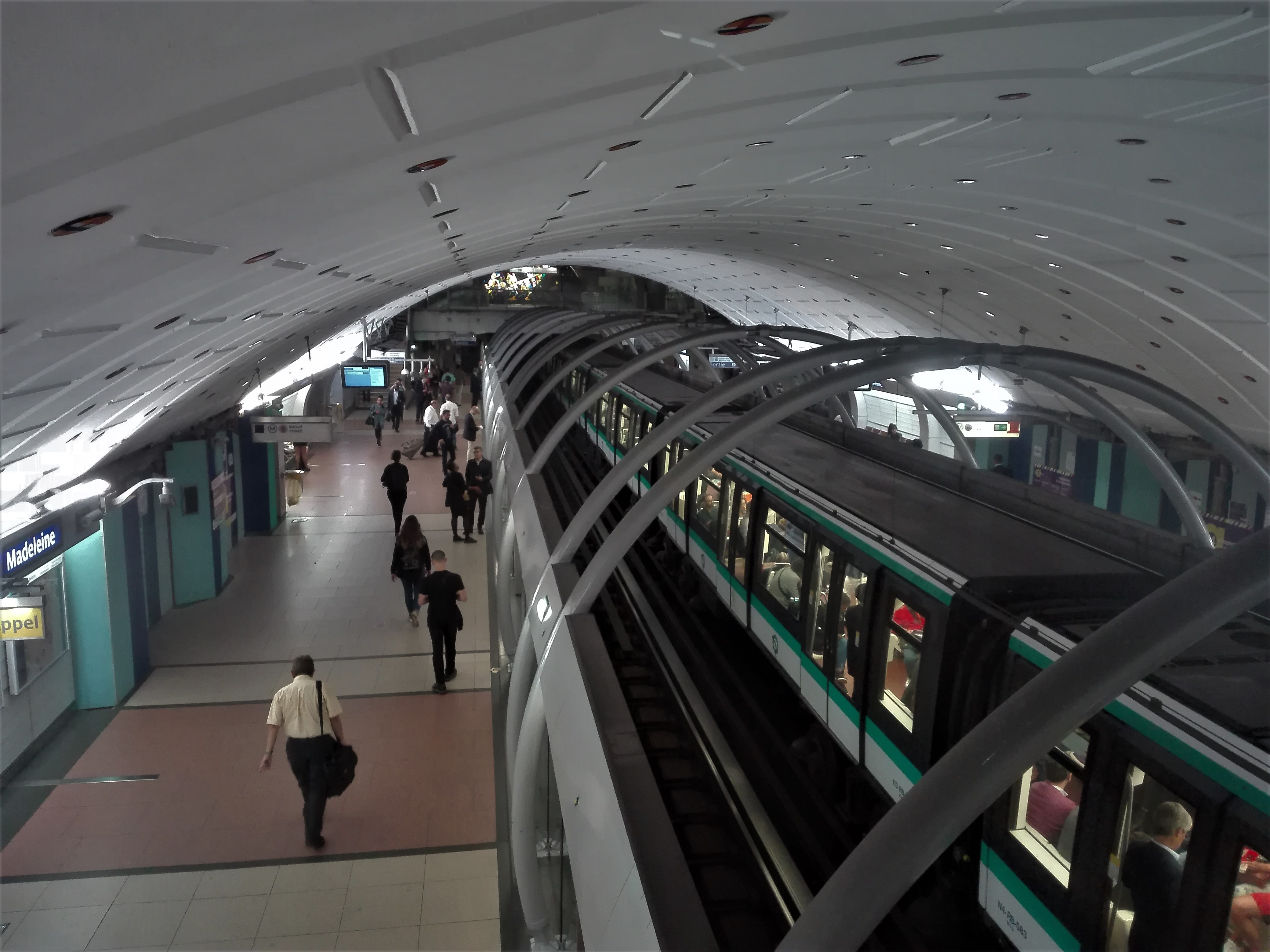
Quais de la ligne 14.
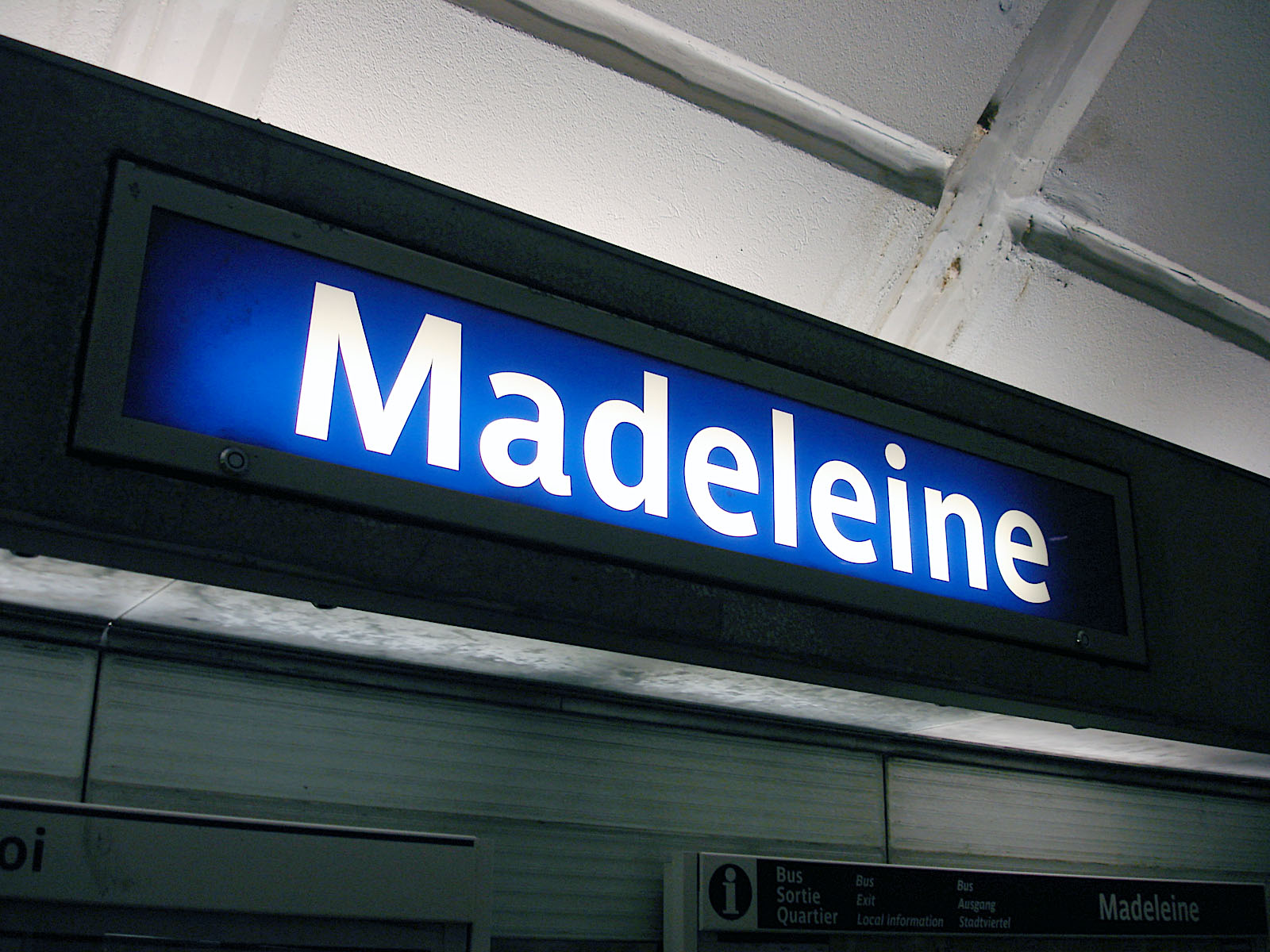
Détail de la plaque indiquant le nom de la station sur la ligne 14.
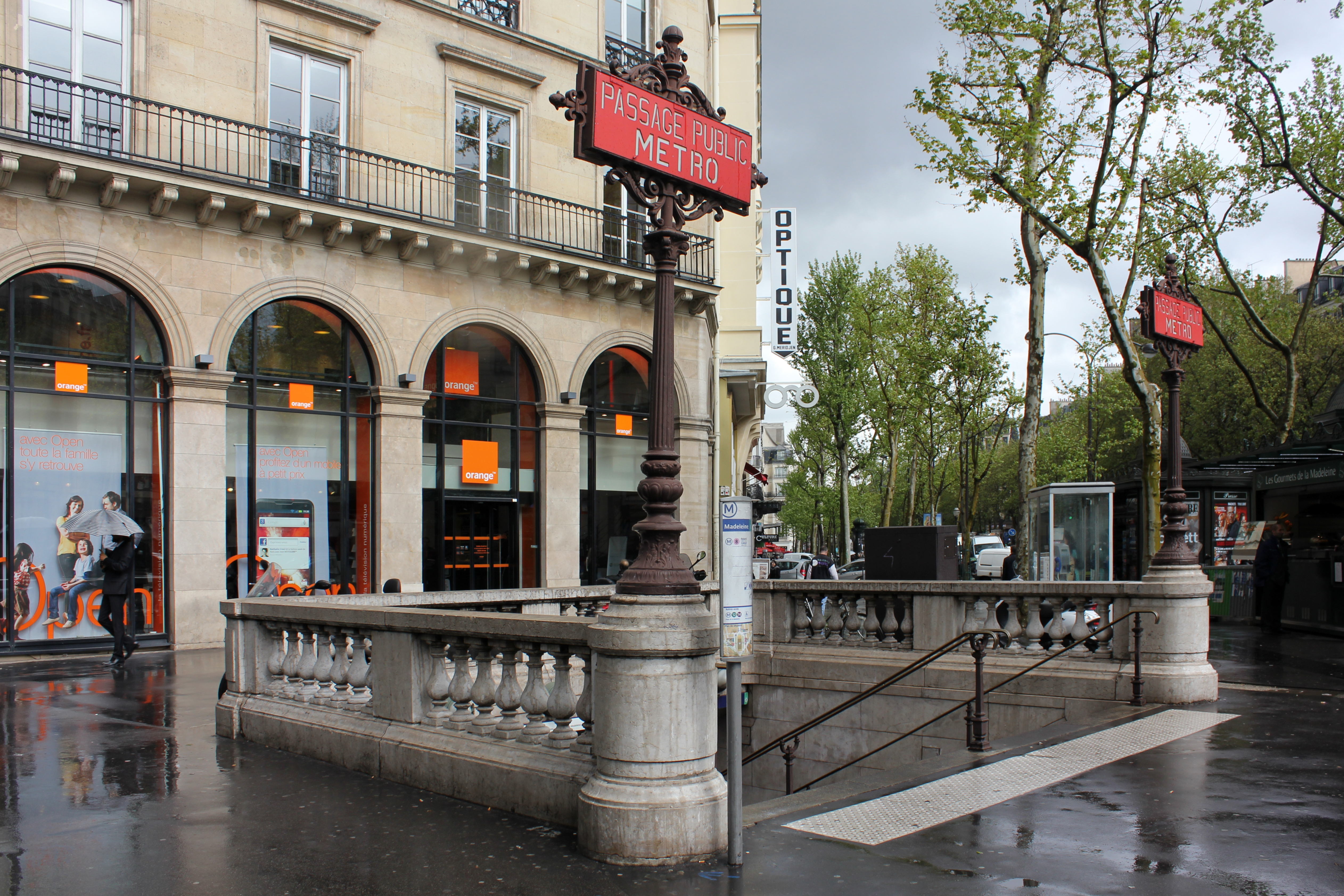
Un des accès de la station.
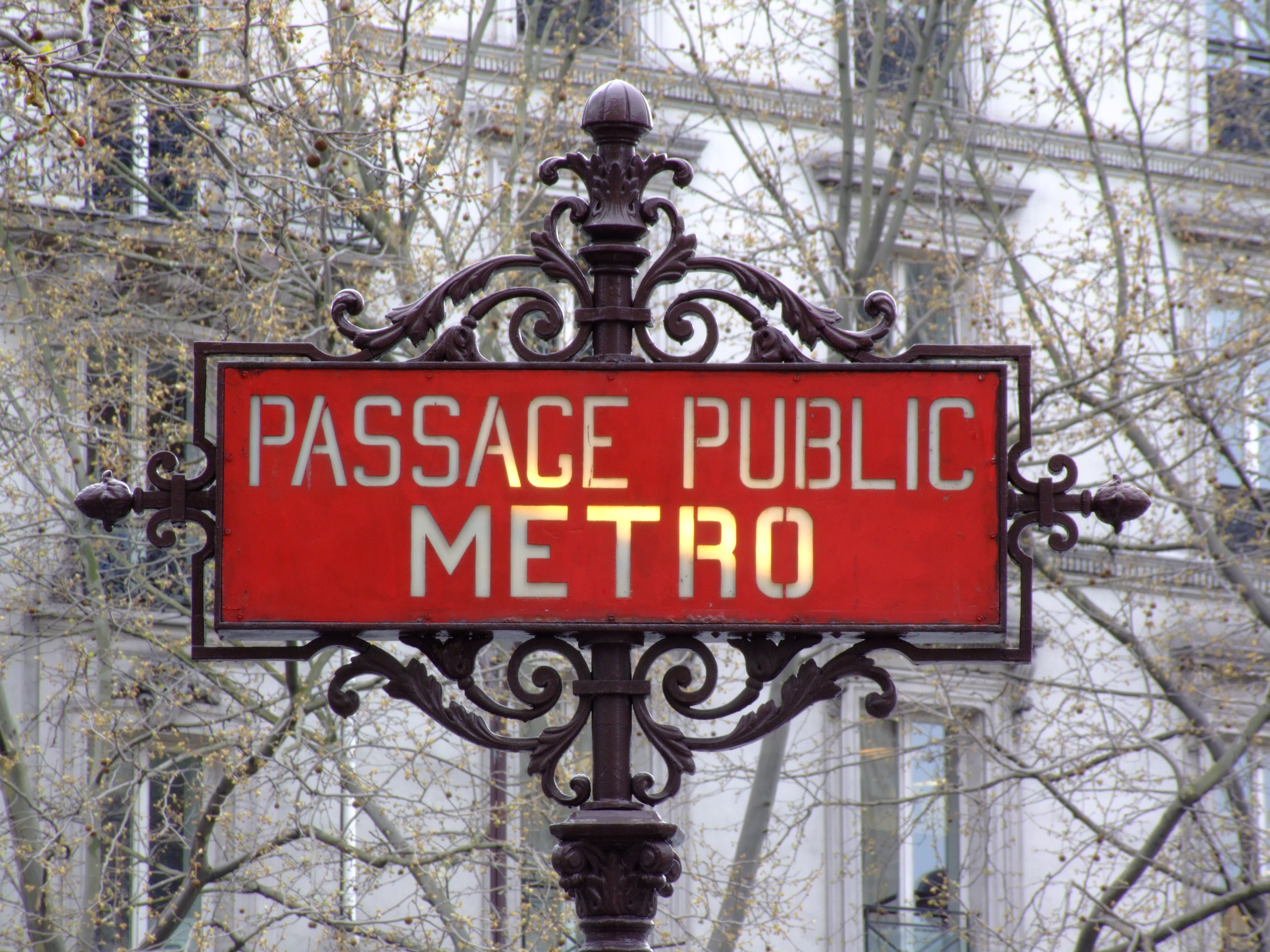
Les entrées de la station possèdent des mâts particuliers.